# Act of War: Direct Action
Act of War: Direct Action è un videogioco strategico in tempo reale prodotto da Atari. Tratta di un'ipotetica guerra per le risorse energetiche che ha luogo nel 2010 circa.

## Trama
Il mondo è sull'orlo della più grave crisi energetica di tutti i tempi. Il petrolio è prossimo all'esaurimento, il suo prezzo è volato alle stelle e migliaia di persone pretendono lo sviluppo di energie alternative. Ultima compagnia petrolifera a resistere alle pressioni è la Trans Global Energy, il cui presidente Harold Kingman afferma di aver trovato un immenso giacimento in Egitto e di poter mettere fine alla crisi.
Dopo un prologo nel deserto libico, dove il sergente maggiore Jefferson e un plotone di Delta Force catturano il leader terrorista Kazim, il gioco ha inizio con l'esplosione della raffineria TGE di Houston.
La situazione si sposta a Londra, dove Jefferson e i suoi uomini della Task Force Talon devono proteggere gli invitati al forum mondiale per l'energia. Non sembrano esserci problemi, ma poi scoppia il disordine e si perdono le tracce del delegato americano(Kingman) e di quello russo (Zakharov). Si trova l'auto di Kingman in un vicolo cieco, e le guardie sono state uccise. Alla fine sarà trovato solo Zakharov, ma di Kingman rimane solo il corpo senza vita.
Negli Stati Uniti d'America, a San Francisco, i terroristi hanno invaso la città ed eliminato le truppe della guardia nazionale.
Jefferson dovrà liberare la città con l'aiuto dei militari sopravvissuti e ricorrendo, nelle fasi finali, alle unità SHIELD della task force talon.
Alla fine la città sarà liberata, e si scoprirà che i terroristi volevano attaccare la sede della trans global, perché è l'unica compagnia che non alza il prezzo del petrolio. Allora l'unità della Task Force viene inviata in Egitto per salvare la raffineria in costruzione. Durante questa operazione si scopre che i terroristi hanno un carro AKULA, un carro armato con tecnologia stealth. Allora Vega (il personaggio femminile del gioco) indaga su chi ha i componenti necessari per fare questo tipo di tecnologia ed emerge che l'unico ad averli tutti è Zakharov, quindi le unità vengono inviate in Russia dove lo fanno prigioniero con l'aiuto delle truppe di Petrensko, presidente russo.
Ma i guai non finiscono: stavolta c'è un attacco a Washington diretto al Campidoglio. La situazione poi si scalda altrove: il Presidente viene portato sul Marine One (elicottero presidenziale) per precauzione, ma l'elicottero viene abbattuto. Nel filmato si scopre anche che Chamberlaine (ministro americano della difesa) è alleato con Zakharov e una divisione della guardia nazionale si rivolta contro i buoni.
Jefferson, infatti, dovrà affrontare quelle truppe nella missione di soccorso e in quella di scorta del presidente alla Casa Bianca.
Il gioco si conclude con la morte di Zakharov con i missili nucleari Wolverine, che radono al suolo il suo bunker.

## Modalità di gioco
Le tre fazioni, tutte con loro tecnologie e loro caratteristiche, sono:
- Esercito USA (da usare nella modalità campagna). Questa fazione rappresenta le forze armate statunitensi comandate dal Pentagono, ovvero l'Esercito, la Marina militare, l'Aeronautica e il Corpo dei Marines. L'esercito statunitense dispone di truppe molto potenti, ma poco flessibili. Inoltre i suoi edifici richiedono molta elettricità.
- Consorzio (utilizzabile solo nella modalità scontro). I terroristi del Consorzio all'inizio privilegiano la quantità dei soldati alla loro qualità, ma possono creare potenti truppe con equipaggiamenti ad alta tecnologia. I loro edifici richiedono meno elettricità, ma devono essere edificati vicino a strutture già esistenti. Le unità hanno un costo relativamente basso.
- Task Force Talon (da usare nella modalità campagna). Questa fazione è una speciale unità antiterrorismo dell'esercito USA agli ordini del Ministero della Difesa. La TFT utilizza soldati sceltissimi polifunzione e armamenti ad alta tecnologia. Gli edifici della TFT non hanno fabbisogno energetico, ma devono essere costruiti vicino ai Quartier Generale o ai Centri Operativi Avanzati. Inoltre le unità della Task Force Talon hanno un costo molto elevato, ma è possibile schierare subito una piccola squadra d'assalto.

## Espansione
L'espansione del gioco, High Treason (lett. "alto tradimento"), aggiunge una seconda campagna che parla della lotta della Task Force Talon contro nuove operazioni del Consorzio, iniziate con attacchi contro i candidati alla Casa Bianca. L'espansione introduce la possibilità di reclutare potenti mercenari e navi da guerra (queste ultime non sono utilizzabili nelle schermaglie a giocatore singolo, ma solo nella Campagna e nelle partite multigiocatore).